# روشنق (بالغلو)
روشنق (بالفارسية: روشنق) هي قرية تقع في إيران في أردبيل. يقدر عدد سكانها بـ 252 نسمة بحسب إحصاء 2016.